# 巴列卡诺闪电
马德里瓦莱卡诺闪电（Rayo Vallecano de Madrid, S.A.D），一般稱為華歷簡奴閃電（Rayo Vallecano）、瓦莱卡诺，在西班牙简称“Rayo”，是一家位于西班牙首都马德里市的足球俱乐部，因获得2010-11赛季西班牙足球乙级联赛亚军而取得晋级西甲的资格。

## 历史
巴列卡诺是西班牙足球职业联赛里的一支传统的球队，于1924年成立，1980-1990年代球队不断徘徊于联赛的甲级和乙级之间，球队在1998-1999赛季成绩有了显著的提升，2001年时球队历史中最辉煌的一年，球队在欧洲联盟杯中有出色表现，可惜最终被本国球队阿拉维斯淘汰出局（当年联赛虽然是第9名，不过欧足联因“公平竞赛”给予巴列卡诺奖励）。
之后球队就陷入了低潮，2002-2003赛季之后巴列卡诺降入西乙联赛。

## 现时
2008-2009赛季巴列卡诺以第5名的成绩错过了升级的机会。
2011年5月22日，巴列卡诺主场3:0击败萨雷斯，提前两轮取得直接晋级西甲的资格；最终巴列卡诺获得2010-2011赛季西乙联赛亚军。